# Église Notre-Dame-de-l'Assomption de Sainte-Marie (Martinique)
L'église Notre-Dame-de-l'Assomption de Sainte-Marie est une église catholique située à Sainte-Marie, dans la Martinique, en France.

## Localisation
L'église est située dans le département français de la Martinique, sur la commune de Sainte-Marie, rue du Cimetière.

## Histoire
Le fort de Sainte-Marie est érigé en l’honneur à la Vierge Marie et donne son nom à la paroisse de Sainte-Marie en 1658. 
Le 8 janvier 1663, le conseil souverain de l’île ordonne l’établissement officiel des paroisses de Sainte-Marie (dépendante de La Trinité), Le Marigot et Grande Anse qui sont administrées par les dominicains, dont le siège de l’ordre se situe dans l’habitation monastique de Fonds Saint Jacques, centre religieux de la région. Le culte se déroule alors dans la chapelle des dominicains de Fonds Saint Jacques. Au début du XVIIIe siècle, la vie religieuse dans la région est dominée par les activités de l’habitation monastique de Fonds Saint Jacques que dirige le célèbre Père Jean-Baptiste Labat jusqu’en 1705. C’est en 1793 qu’est nommé à Sainte-Marie le premier curé qui n’est pas issu de l’ordre dominicain.
L'église Notre-Dame-de-l'Assomption voit le jour vers 1688 à la suite d'une donation de M. Laquand. L'édifice en maçonnerie de 14 mètres de long sur 8 mètres de large s'élève au milieu du cimetière du bourg et la tour du clocher est séparée de l'église pour limiter les conséquences d'un effondrement en cas de cyclone. Au fil des années l’église devient trop petite. Le père Pierre Lucien Gailhat pense à l’agrandissement de l’édifice en collaboration avec le conseil de fabrique. En 1858, la paroisse dispose de 1 500 francs pour la réparation et la construction du clocher. Les travaux reprennent et une tribune destinée à accueillir les enfants des écoles est rajoutée. Des cultivateurs viennent offrir leur contribution aux réparations et à l’agrandissement de l’édifice. L’église devient opérationnelle en 1866 : des bancs neufs sont installés, la nef est agrandie, alors que les deux cloches existantes sont refondues. Malgré son agrandissement, l’église s’avère vite trop petite car la population augmente très rapidement. Elle ne peut accueillir que 433 personnes sur les 8 000 habitants à Sainte-Marie en 1860. Enfermée dans le bourg et soumise aux épidémies du cimetière qui l'entoure, son déplacement à un endroit plus sain devient nécessaire pour l'agrandir. 
La construction d'un nouvel édifice sur le morne actuel est décidée en 1873 par le conseil de fabrique et débute l'année suivante. Mais une fois la maçonnerie, la charpente et la toiture achevées, les crédits font défaut et la construction est suspendue. L’abbé Isaure, le conseil de fabrique et la municipalité du maire Pierre Martineau unissent alors leurs efforts pour mener à bien ce projet. L’abbé Isaure parcourt les campagnes à la recherche d’argent et les fonds recueillis permettent de construire les premières façades de l’église. L'abbé Fabre obtient en 1879 que l'édifice soit livré au culte en l'état pour faire face au nombre grandissant de paroissiens. Son successeur, l'abbé Audrain, fait reprendre les travaux et ce n'est que le 6 août 1891 que Monseigneur Carméné peut enfin consacrer l’église Notre-Dame de l’Assomption au cours d’une grande cérémonie en présence du maire Marius Lagaville. Dix-sept années auront finalement été nécessaires pour construire cette église. 
Le cyclone du 18 août 1891, puis celui de 1903 occasionnent d'importants dégâts en emportant la toiture ainsi que l'une des tours et d'importants travaux de rénovation sont réalisés. C'est ensuite le cyclone Dean qui, en août 2007, emporte un quart de la toiture et arrache une bonne partie de la charpente, suivi trois mois plus tard par un tremblement de terre qui occasionne plusieurs fractures sur la façade, dont l'une spectaculaire au centre et plusieurs petites autour. La charpente est alors renforcée avec un espacement réduit de moitié entre les pannes pour renforcer l'ouvrage et une deuxième peau rigide est installée sur la façade intérieure afin de la renforcer tout en conservant l'esthétique de la façade extérieure. Enfin, de la résine sous pression est injectée à l'intérieur des poteaux fissurés de la nef pour colmater leurs fissures. Après deux ans de travaux, l'église rouvre ses portes aux paroissiens de Sainte-Marie le 24 juillet 2009.

## Description
L’église Notre-Dame de l’Assomption trône au sommet d'un escalier qui domine le bourg. Elle est construite sur un plan basilical qui se présente sous la forme d'un vaste édifice rectangulaire peint aux couleurs de la Vierge Marie, en bleu et blanc. Sa façade est d'inspiration vaguement baroque d'allure espagnole. L'intérieur est charpenté et couvert de tôles ondulées.
Elle abrite les reliques de Saint Martial et Saint Jucondien scellées dans le maître-autel.

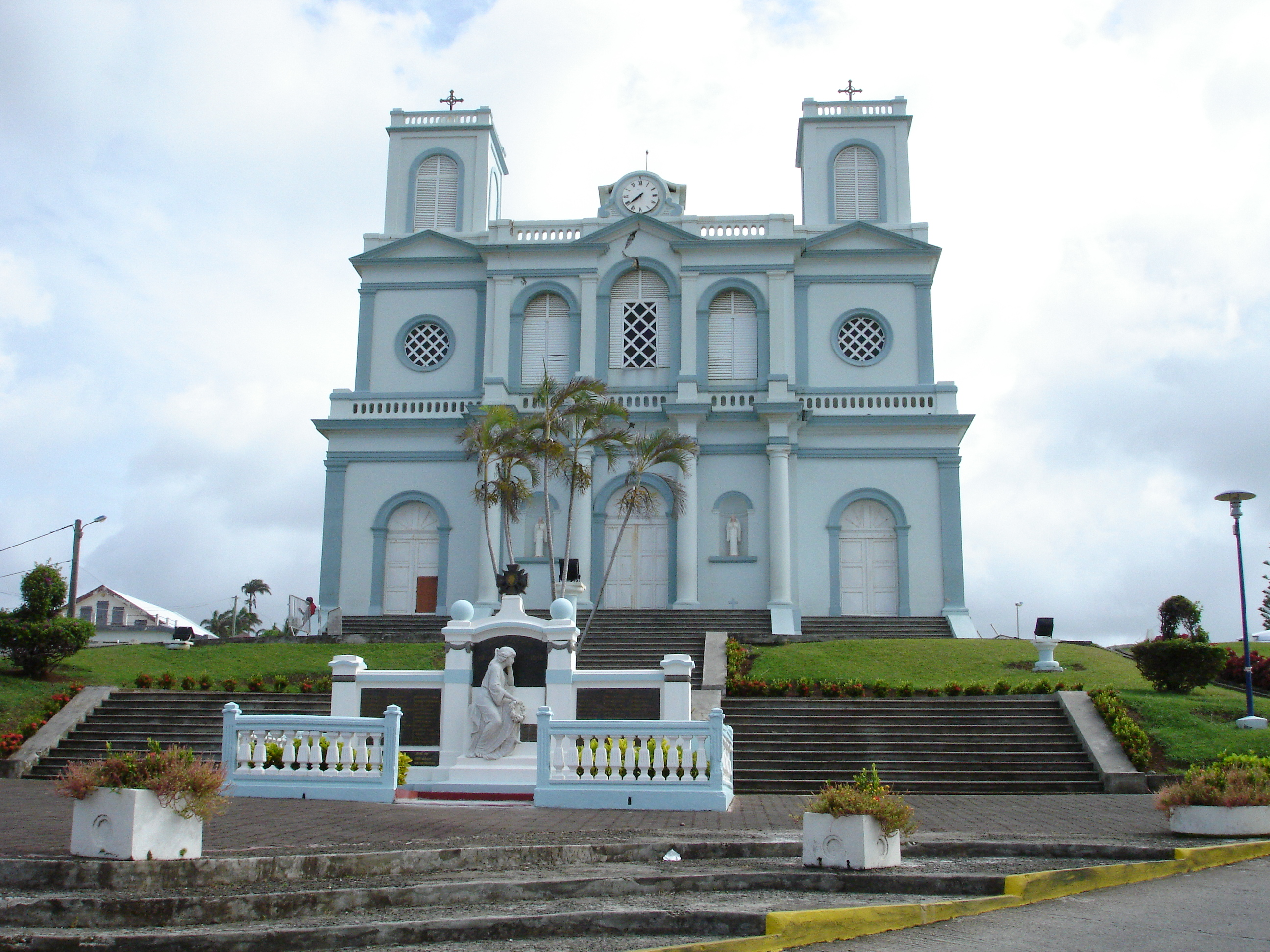
Église Notre-Dame-de-l'Assomption.
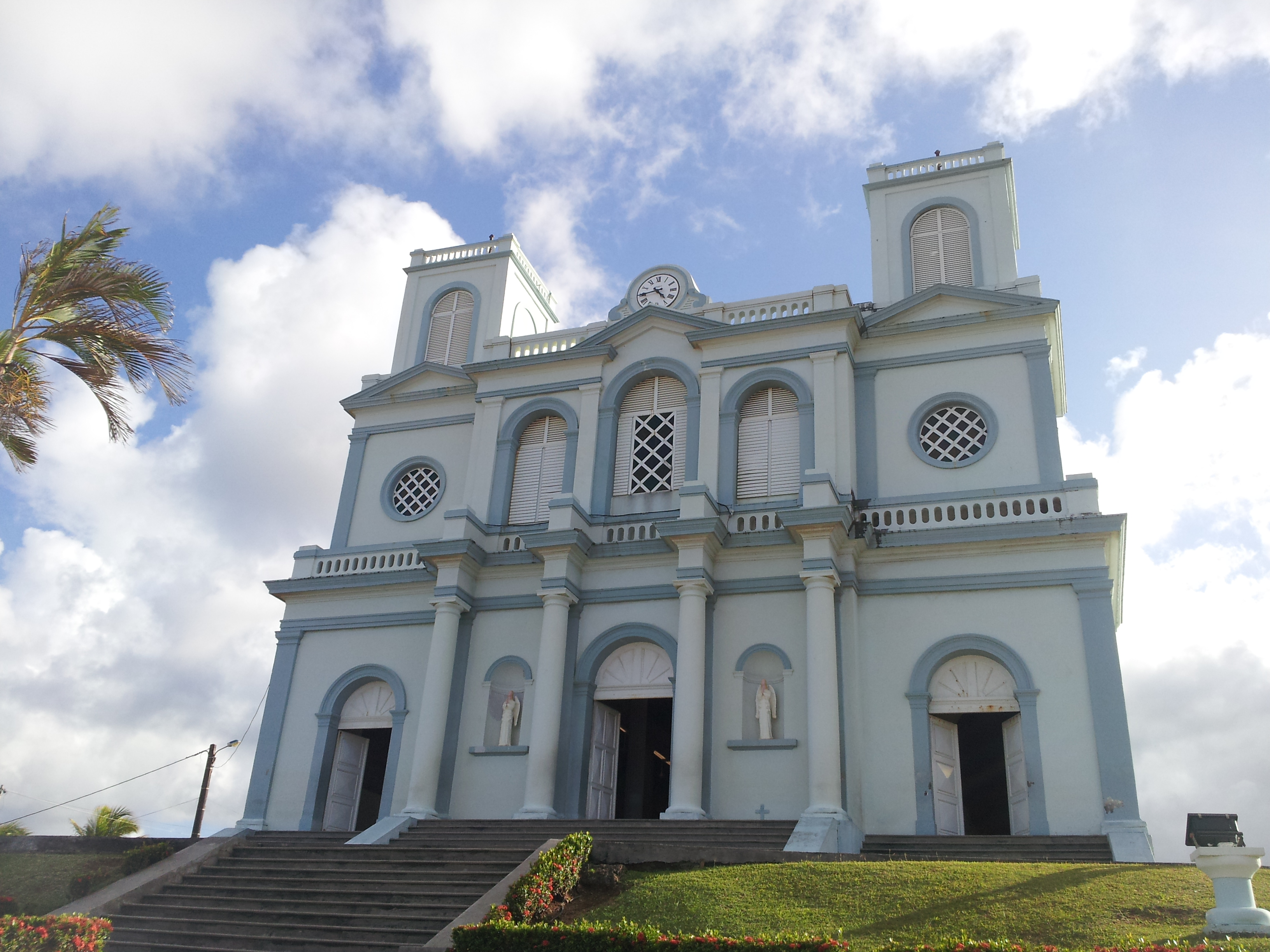
Façade de l'église.
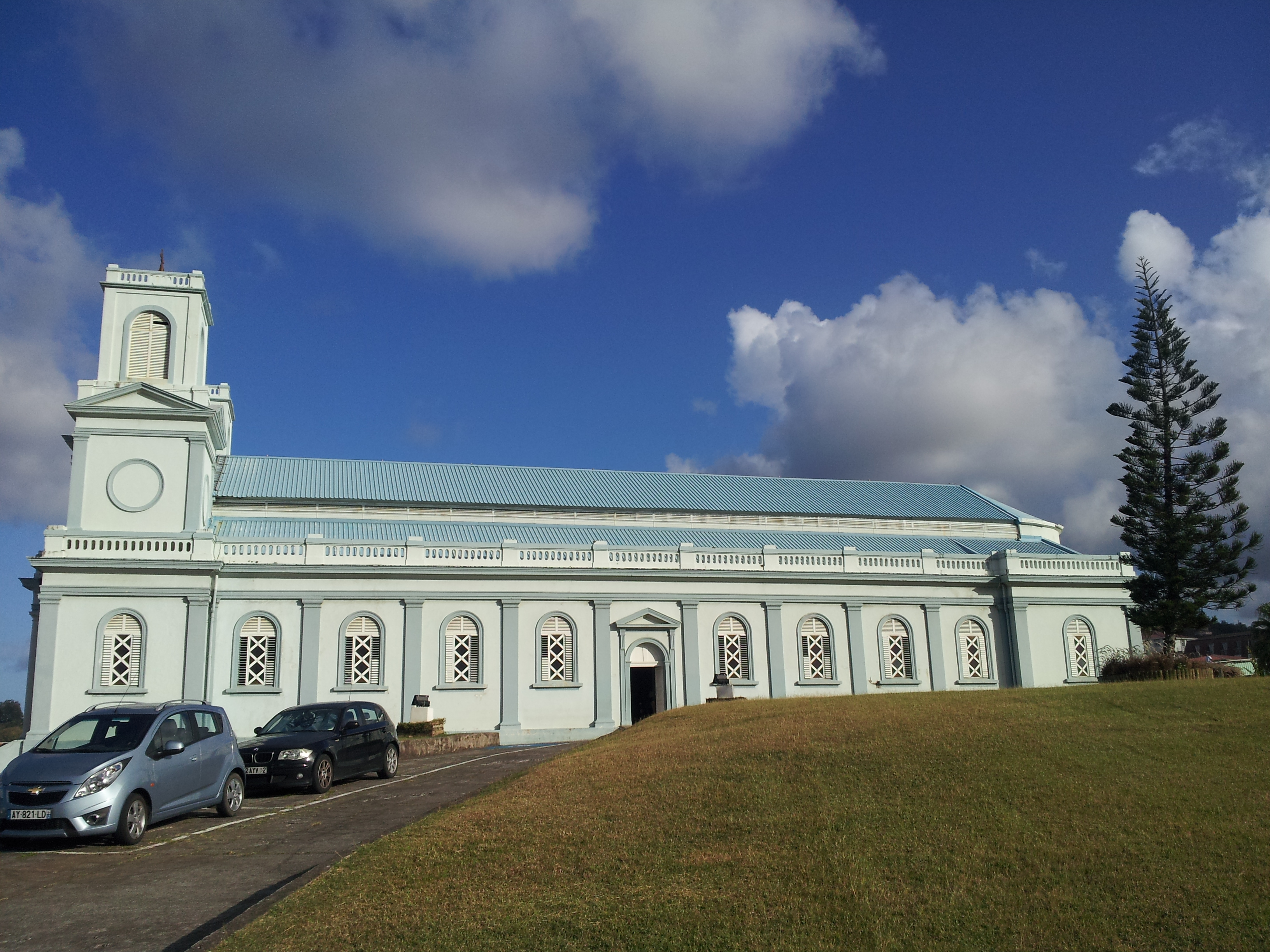
Façade latérale de l'église.
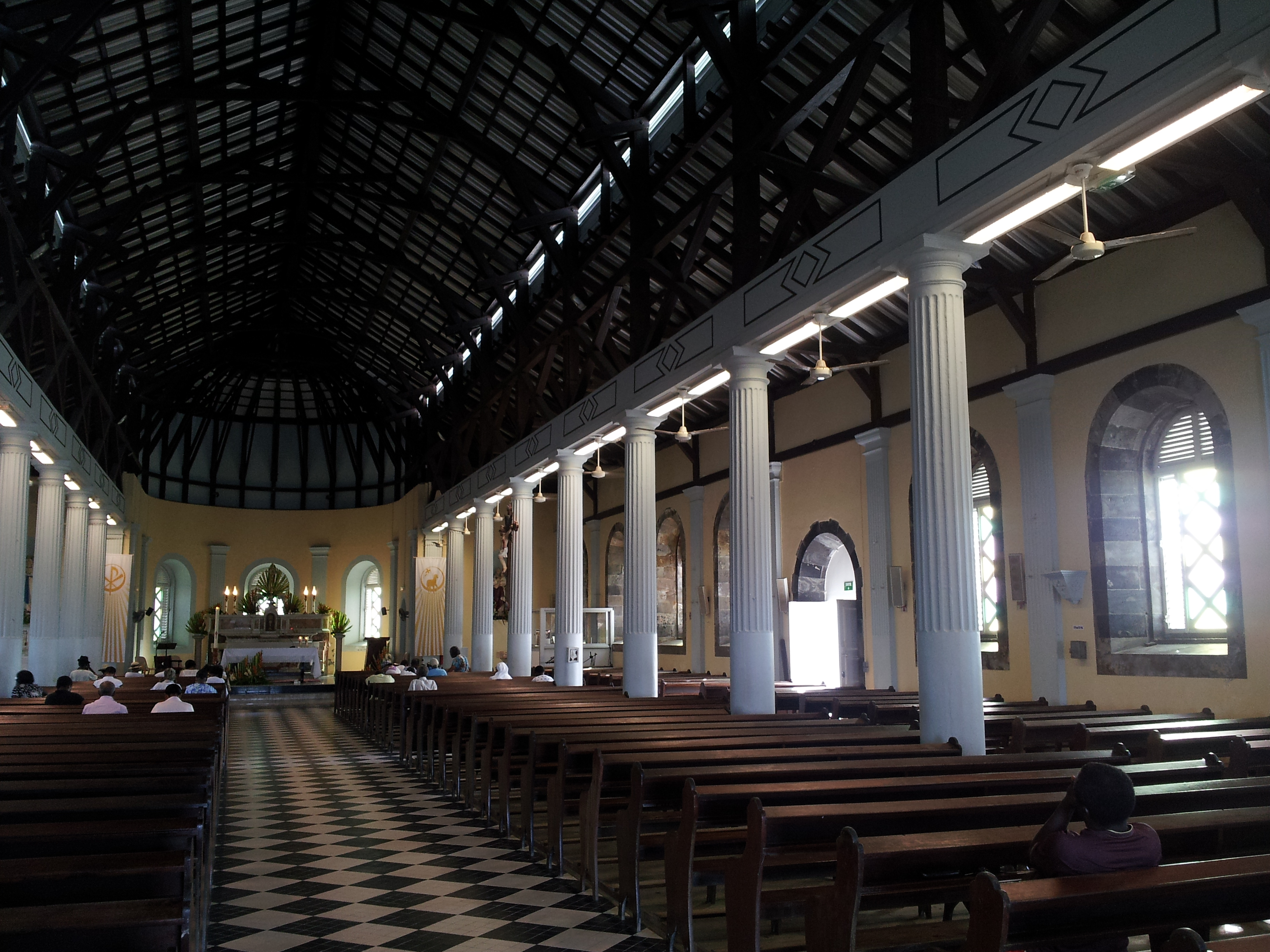
Intérieur de l'église.
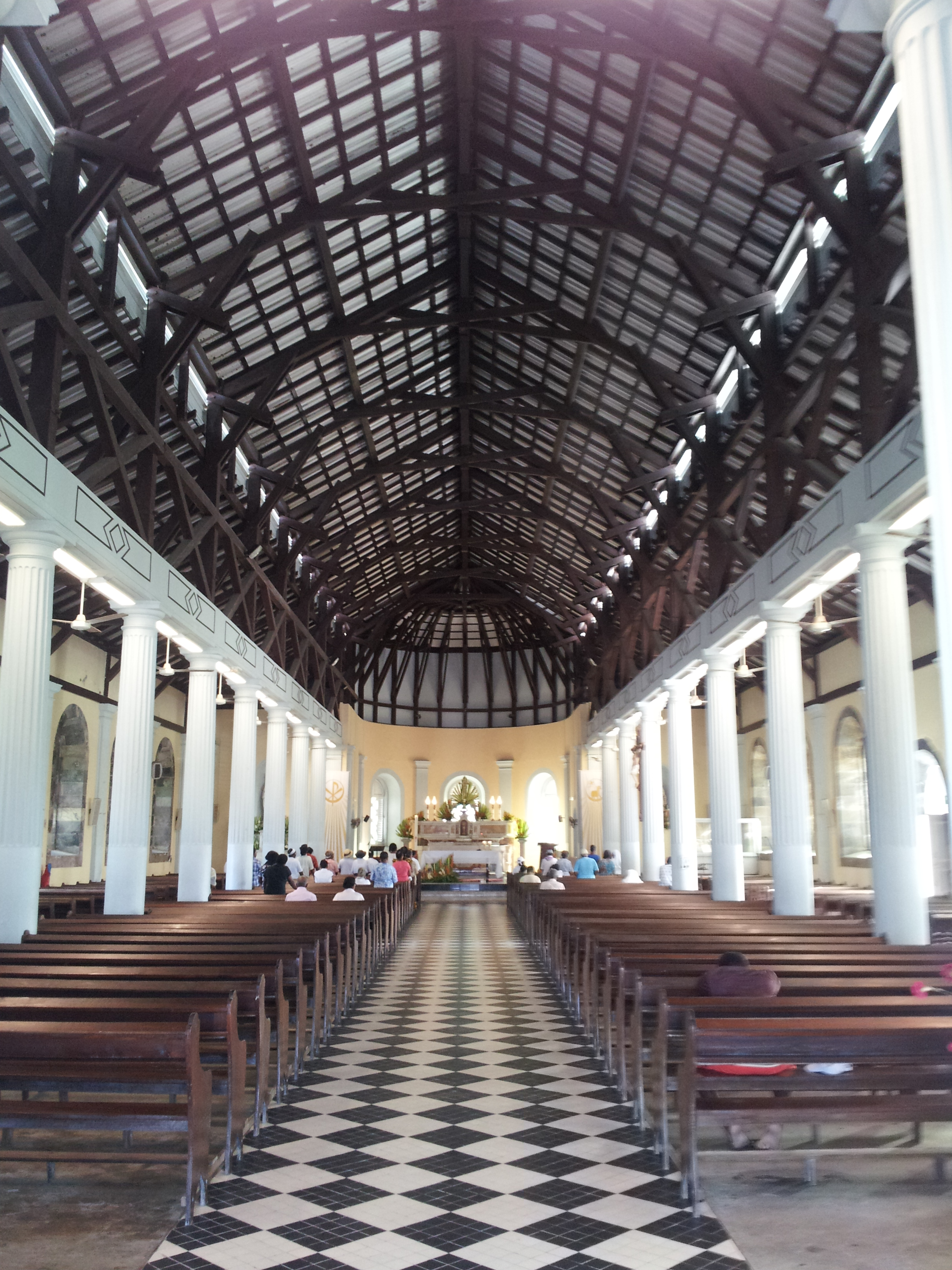
Intérieur de l'église.